# 톰과 제리: 로빈 후드 앤 히즈 메리 마우스
《톰과 제리: 로빈 후드 앤 히즈 메리 마우스》(Tom and Jerry: Robin Hood and His Merry Mouse)은 2012년에 공개된 미국의 비디오 영화이다.